# Australian Academy of Cinema and Television Arts
L’Australian Academy of Cinema and Television Arts (AACTA) est une organisation professionnelle dans le domaine du cinéma et de la télévision en Australie. Son but est d'« identifier, récompenser, promouvoir et célébrer les meilleures réussites de l'Australie au cinéma et à la télévision ».
L'académie est créée en août 2011 avec le soutien de l'Australian Film Institute (AFI) et organise chaque année les AACTA Awards.